# إيمي أوتيس
إيمي أوتيس (بالإنجليزية: Amy Otis)‏ هي رسامة أمريكية، ولدت في 1863، وتوفيت في 1950.